# Earth 2: Special Low Frequency Version
Earth 2: Special Low Frequency Version es el primer álbum de estudio de la banda estadounidense Earth. Fue publicado en febrero de 1993 por Sub Pop Records.

## Lista de canciones
| N.º | Título                           | Duración |  |
| 1.  | «Seven Angels»                   | 15:35    |  |
| 2.  | «Teeth of Lions Rule the Divine» | 27:04    |  |
| 3.  | «Like Gold and Faceted»          | 30:21    |  |

## Créditos
| - Dylan Carlson – guitarra - Dave Harwell – bajo - Joey Burns – percusión en "Like Gold and Faceted" | - Ingeniería y grabación por Stuart Hallerman. - Diseño por Jane Higgins. - Fotografía por Arthur S. Aubry. |